# Ch-59
Ch-59 Ovod (rusky Х-59 Овод; kód NATO AS-13 'Kingbolt') je sovětská a ruská raketa vzduch-země s dvoustupňovým pohonným systémem na tuhé palivo a dosahem 200 km. Ch-59M Ovod-M (AS-18 'Kazoo') je varianta s větší hlavicí a proudovým motorem. Je to primárně útočná střela proti pozemním cílů, ale varianta Ch-59MK je protilodní střela.

## Vývoj

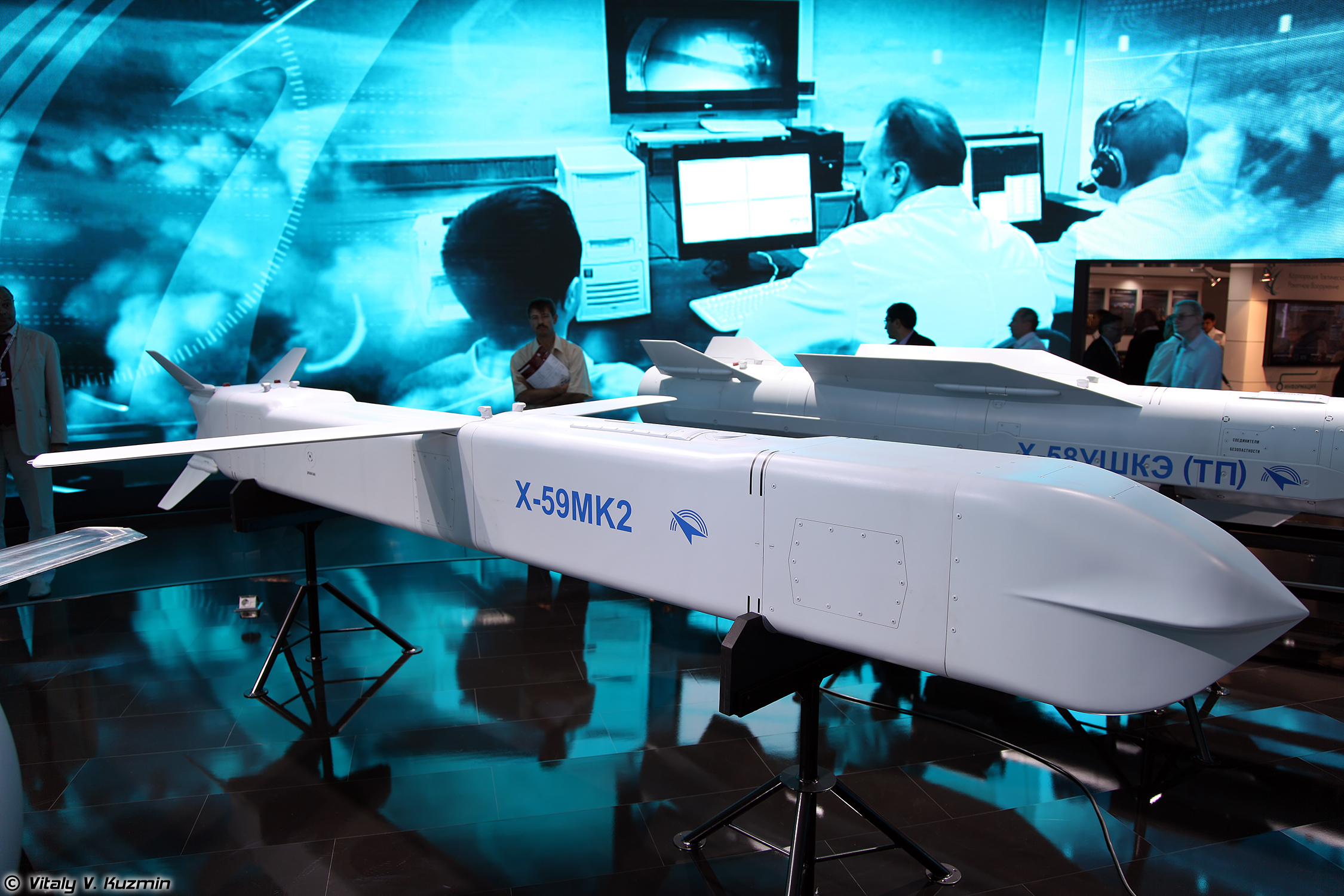
Ch-59MK2/Ch-69

Vzhledem k rostoucímu rozšíření účinné protiletadlové obrany, která byla používána k ochraně objektů, chtěl Sovětský svaz vyvinout distanční zbraň, která by mohla být odpálena mimo účinný dostřel protiletecké obrany. Jako nosná letadla byly určeny stroje Suchoj Su-24M Fencer a nové modely MiG-27K Flogger.
Vývoj začal na počátku 70. let v konstrukční kanceláři Raduga (nyní Tactical Missiles Corporation). Testy raket byly provedeny ze Suchoje Su-17M4 Fitter-K a Ch-59 byla letectvu představena v roce 1985.

## Služba
Ačkoli původní Ch-59 mohly nést letouny MiG-27, Su-17M3, Su-22M4, Su-24M, Su-25 a Su-30, pokud nesly datový modul APK-9, v ruských službách byla nasazena pouze na Su-24M. V letech 2008–2015 Rusko dodalo Číně přibližně 200 raket Ch-59 pro použití na Su-30MK2; dodávky mohly obsahovat obě verze Ch-59MK a Ch-59MK2. Ch-59MK2 byla testována stealth stíhačkou Su-57 během nasazení v Sýrii v roce 2018.
4. dubna 2022, během ruské invaze na Ukrajinu, byly na kanálech Telegram zveřejněny fotografické důkazy o tom, že ruské letectvo odpálilo raketu Ch-59M na obilné silo poblíž Mykolajiva na Ukrajině. Střela byla zachycena na CCTV, když cestovala do cílové oblasti.
16. srpna 2022 ukrajinské letectvo přes sociální média potvrdilo, že rakety Ch-59 byly použity k úderu na leteckou základnu v Žytomyrské oblasti, přičemž rakety byly odpáleny směrem z běloruské hranice, pravděpodobně z letounu Su-34.

## Varianty
- Ch-59 Ovod: Základní varianta s elektro-optickým systémem řízení.
- Ch-59E Ovod-E: Exportní varianta Ch-59.
- Ch-59L Ovod-L: Prototyp s laserovým naváděním. Vývoj přerušen.[5]
- Ch-59M Ovod-M:Další vývoj Ch-59. Označení NATO: AS-18 Kazoo.